# Agyrta lydia
Agyrta lydia là một loài bướm đêm thuộc phân họ Arctiinae, họ Erebidae.